# Globus (espeleotema)

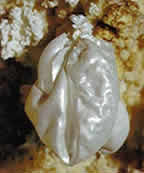
Globus d'hidromagnesita

Els globus són un rar tipus d'espeleotema en forma de petita bossa plena de gas, semblant a un globus, generalment d'hidromagnesita.
El seu origen no es coneix amb seguretat, però està probablement relacionat amb un altre espeleotema, la llet de Lluna, un material d'alta plasticitat. Sembla que els globus es generen quan l'aigua subterrània es filtra sota pressió en una cova a través d'esquerdes o forats de les parets poroses de pedra calcària. Si es forma llet de Lluna en la seva sortida, el material pot expandir-se de forma molt similar a un globus de goma. El recobriment de llet de Lluna que forma el motlle és molt prim, per la qual cosa pot esquerdar-se o assecar-se, deixant al descobert el globus hidromagnesita subjacent. L'extrema fragilitat dels globus permet explicar l'escassetat d'aquest tipus d'espeleotemes. Tenen gruixos de paret de 0,02 mm i diàmetres de fins a 5 cm.